# W54

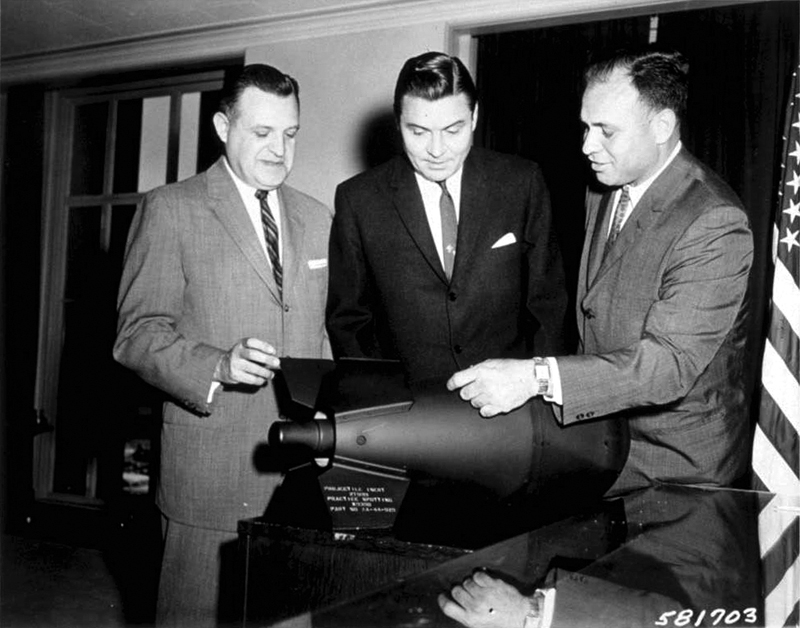
A ogiva nculear W54 seria usado no míssil Davy Crockett, o inusual pequeno tamanho da arma é aparente.

A W54 foi uma das menores ogivas nucleares dos desenvolvidas pelos EUA. Ela tinha um sistema de implosão muito compacto. Desenhada para ambientes táticos, ela teve um pequeno rendimento para uma arma nuclear, mas que é condizente com o ambiente tático e seu pequeno tamanho.

## Desenvolvimento
A W54 foi desenhada pelo Laboratório Nacional de Los Alamos e construída pela Comissão de Energia Atômica dos Estados Unidos. cerca de 400 unidades foram manufaturadas de 1961 até o início de 1962, e elas foram implantadas até o fim de 1971.

## Teste pré-produção
Os primeiros testes identificado dos dispositivos correspondentes ao W54 foram as detonações Pascal-A e Pascal-B em 1957 durante a Operação Plumbbob. Ambos foram identificados de para terem intencionalmente um rendimento baixo, mas ultrapassou os rendimentos esperados de dezenas ou centenas de toneladas de TNT.

Eles foram seguidos por testes de XW51 que evoluiu para o XW54 na Operação Hardtack I em 1958 (Hardtack Quince e Hardtack Fig). Ambos foram descritos como falhas.
Um número de testes de XW51 e XW54 foram feitos em 1958 na Operação Hardtack II, incluindo Hardtack II Otero, Bernalillo, Luna, Mora, Colfax, Lea, Hamilton, Dona Ana, San Juan, Socorro, Catron, De Baca, Chavez, Humboldt, e Santa Fe. Neste momento as XW51 e XW54 foram os projetos de arma mas vezes foram testados antes de sua introdução em serviço ativo nos E.U.A. Tudo devido a dificuldade em criar uma pequena nuclear tática de baixo rendimento, de formaconfiável e segura.
Testes posteriores ocorridos na Operação Nougat ocorreram em 1961, provavelmente incluindo o Shrew, Boomer, Ringtail, e possivelmente outros.  Neste momento o desenho da W54 tinha uma performance consistente como esperado a baixos rendimentos.

## Variantes
Quatro modelos distintos do W54 foram criados, cada um com um rendimento diferente, mas com o mesmo desenho básico. Eles foram:
- Mk-54 (Davy Crockett): 10 ou 20 toneladas de TNT de rendimento, usada pelo míssil Davy Crockett.
- Mk-54 (SADM): rendimento variável de 0,01 a 1 quiloton, dispositivo de demolição atômica.
- W54: ogiva para o míssil ar-ar AGM-26 Falcon com 250 toneladas de rendimento.
- W72:ogiva redesenhada para o AGM-62 Walleye com 600 toneladas de rendimento.

## Especificações
Todas as quatro variantes compartilharam o mesmo núcleo básico: um sistema nuclear que tinha 10,75 polegadas de diâmetro (207 mm), cerca de 400 mm de comprimento (15,7 polegadas) e pesavam mais de 23 kg (50 libras). 

## Usos conhecidos e teóricos

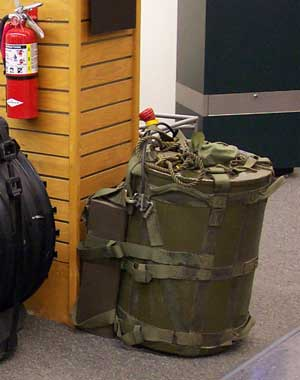
A W54 poderia ser usadas nos pacotes da demolição atômica.

O seu pequeno tamanho faria dela uma arma para ser usada por soldados dos E.U.A no meio da batalha, e e foi em teoria pequena o suficiente para ser lançada por um mecanismo de bazooka.